# 田中寿美
田中 寿美（たなか すみ、旧姓：勝浦）は、日本のアメリカ文学者、翻訳家。東京工科大学教授。
専門分野は、アメリカ研究、ヤングアダルト文学の翻訳など。

## 経歴
1986年に早稲田大学第一文学部英文学科を卒業する。
1988年に同大大学院文学研究科修士課程修了。
その後、産業能率大学、神奈川大学、武蔵工業大学（現・東京都市大学）兼任講師を務める。
1990年より東京工科大学勤務となる。
2009年に同大応用生物学部教授に就任後、2010年より同大デザイン学部教授。

## 翻訳
- 『ユーモアの秘密』(レナード・ファインバーグ、共訳、文化書房博文社） 1996年1月　ISBN 4-8301-0745-6

### マーク・トウェイン
- 『イノセント・アブロード - 聖地初巡礼の旅』上（マーク・トウェイン、共訳、文化書房博文社） 2004年4月　ISBN 4-8301-1023-6
- 『イノセント・アブロード - 聖地初巡礼の旅』下（マーク・トウェイン、共訳、文化書房博文社） 2004年4月　ISBN 4-8301-1024-4
- 『トム・ソーヤーの冒険』(マーク・トウェイン、文化書房博文社） 2005年3月　ISBN 4-8301-1047-3
- 『苦難を乗りこえて - 西部放浪記』(マーク・トウェイン、共訳、文化書房博文社） 2008年11月　ISBN 4-8301-1137-2

### 「ハートランド物語」
- 『15歳の夏』(ローレンス・ブルック、あすなろ書房、ハートランド物語1） 2006年9月　ISBN 4-7515-2401-1
- 『わたしたちの家』(ローレンス・ブルック、あすなろ書房、ハートランド物語2） 2006年9月　ISBN 4-7515-2402-X
- 『別れのとき』(ローレンス・ブルック、あすなろ書房、ハートランド物語3） 2006年10月　ISBN 4-7515-2403-8
- 『強い絆』(ローレンス・ブルック、あすなろ書房、ハートランド物語4） 2007年1月　ISBN 4-7515-2404-6
- 『吹雪のあとで』(ローレンス・ブルック、あすなろ書房、ハートランド物語5） 2007年2月　ISBN 4-7515-2405-4
- 『長い夜』(ローレンス・ブルック、あすなろ書房、ハートランド物語6） 2007年11月　ISBN 4-7515-2406-2